# Бутівка (Одеський район)
Бу́тівка — село Визирської сільської громади в Одеському районі Одеської області. Населення становить 128 осіб.
На військово-топограіфічній мапі Шуберта 19 століття поселення позначене, як Бутівка (Савіна). В селі розташовувались один водяний млин та два вітрових. Межувало із Хутором Чумакова та Хутором Ранжева.

## Населення
Згідно з переписом УРСР 1989 року чисельність наявного населення села становила 113 осіб, з яких 53 чоловіки та 60 жінок.
За переписом населення України 2001 року в селі мешкало 128 осіб.

### Мова
Розподіл населення за рідною мовою за даними перепису 2001 року:
| Мова       | Відсоток |
| ---------- | -------- |
| українська | 85,16 %  |
| російська  | 11,72 %  |
| гагаузька  | 1,56 %   |
| румунська  | 1,56 %   |